# شهرستان کرول (اوهایو)
شهرستان کرول، اوهایو (به انگلیسی: Carroll County, Ohio) یک سکونتگاه مسکونی در ایالات متحده آمریکا است که در اوهایو واقع شده‌است.